# Entacmaea quadricolor
Entacmaea quadricolor là một loài hải quỳ thuộc chi Entacmaea trong họ Actiniidae. Loài này được mô tả lần đầu tiên vào năm 1828.

## Phạm vi phân bố và môi trường sống
Từ Biển Đỏ, phạm vi của E. quadricolor xuất hiện trải dài trên khắp khu vực Ấn Độ Dương - Thái Bình Dương, giới hạn phía bắc đến Nhật Bản, phía nam đến Úc, xa về phía đông đến tiểu vùng Micronesia và Melanesia.
Độ sâu tối thiểu mà loài này được tìm thấy là 200 m. Hải quỳ nhỏ sống ở vùng nước nông, có xu hướng hợp thành cụm nhóm, thường sống trên đỉnh các rạn san hô, bám mình vào các khe hốc. Hải quỳ trưởng thành thường sống đơn độc ở vùng nước sâu hơn.

## Mô tả
Hải quỳ thường giấu thân mình trong hốc kẽ, có màu nâu, đôi khi phớt đỏ hoặc xanh lục nhạt. Đĩa miệng màu nâu, cùng màu với xúc tu. Xúc tu dài đến 10 cm, thường phình ở gần ngọn tạo thành "củ" hoặc một phần bên dưới; bao quanh củ là một vòng trắng. Ngọn của xúc tu màu đỏ, hiếm khi màu xanh lam. Xúc tu có thể xẹp xuống khi có động và chuyển sang màu lục xám.

## Sinh thái học
Ở vùng nước nông, E. quadricolor có kích thước nhỏ (đường kính đĩa miệng khoảng 5 cm), thường hợp lại với nhau thành các nhóm bám trên khe đá hoặc gần các nhánh san hô; còn ở vùng nước sâu, E. quadricolor sống đơn độc và có kích thước lớn (đường kính đến 40 cm). Phần củ trên xúc tu có liên quan đến sự xuất hiện của cá hề, và có thể biến mất nếu cụm hải quỳ đó không có cá hề sống cộng sinh.
E. quadricolor là hải quỳ được nhiều loài cá hề chọn làm vật chủ để sống cộng sinh nhất, bao gồm:
- Amphiprion akindynos
- Amphiprion allardi
- Amphiprion barberi
- Amphiprion biaculeatus
- Amphiprion bicinctus
- Amphiprion chagosensis
- Amphiprion chrysopterus
- Amphiprion clarkii
- Amphiprion ephippium
- Amphiprion frenatus
- Amphiprion fuscocaudatus
- Amphiprion latezonatus
- Amphiprion mccullochi
- Amphiprion melanopus
- Amphiprion omanensis
- Amphiprion rubrocinctus
- Amphiprion tricinctus

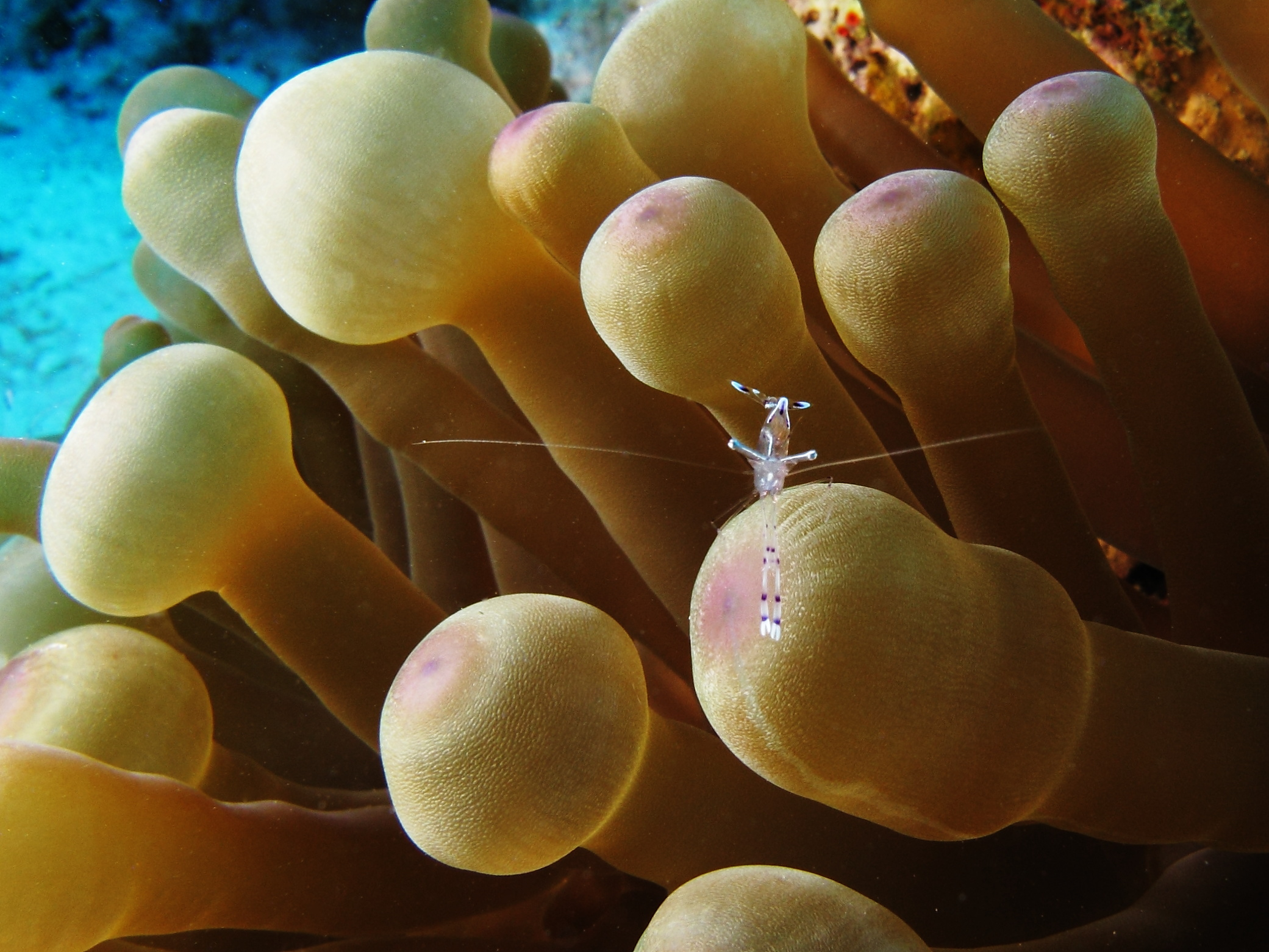
Tôm Ancylomenes longicarpus cộng sinh với E. quadricolor

Ngoài cá hề, nhiều loài sinh vật khác cũng chọn hải quỳ E. quadricolor làm nơi cư trú, như cá thia con Dascyllus trimaculatus, bàng chài con Thalassoma amblycephalum hay tôm Periclimenes brevicarpalis.
Một nghiên cứu khảo sát về cá hề A. bicinctus và hai loài hải quỳ cộng sinh của chúng, E. quadricolor và Heteractis crispa, được tiến hành dọc theo bờ biển bán đảo Sinai (phía bắc Biển Đỏ). Tại khu vực có mật độ H. crispa cao, loài hải quỳ này được chiếm giữ bởi A. bicinctus non, hoặc không có bất kỳ cá thể nào cư trú trong hải quỳ; ở khu mật độ thấp, H. crispa là nơi cư trú của những nhóm A. bicinctus non. Ngược lại, E. quadricolor lại là nhà của những cá thể trưởng thành sống đơn lẻ (nơi có mật độ E. quadricolor cao) hoặc những cặp cá sinh sản cùng bầy cá con (mật độ E. quadricolor thấp). Bởi vì H. crispa không đủ lớn để bảo vệ cá hề khỏi những loài ăn thịt khi trưởng thành nên chúng đã di cư sang E. quadricolor. H. crispa có thể chỉ đóng vai trò là nơi trú ẩn tạm thời dành cho cá con.

## Độc tố và tác dụng dược học
Nọc độc của hải quỳ E. quadricolor có tác dụng ức chế đáng kể tế bào A431 gây ung thư da.